# Schneidbach (Nesselwang)
Schneidbach (mundartlich: Schnaibbaa) ist ein Gemeindeteil des Marktes Nesselwang im bayerisch-schwäbischen Landkreis Ostallgäu.

## Gemarkung
Schneidbach ist die flächengrößere der beiden Gemarkungen im Markt Nesselwang, sie erfasst alle Ortsteile im nördlichen und östlichen Gemeindegebiet.

## Geographie
Das Dorf liegt nördlich des Kernortes Nesselwang und westlich des Nesselwanger Gemeindeteils Lachen. Nördlich des Ortes verläuft die A 7, östlich verläuft die Kreisstraße OAL 23 und erstreckt sich das 37,15 ha große Naturschutzgebiet Attlesee.

## Geschichte
1376 findet der Ort Erwähnung als snaitbach.

## Baudenkmäler
In der Liste der Baudenkmäler in Nesselwang sind für Schneidbach drei Baudenkmäler aufgeführt, darunter die 1634 erbaute und 1648–54 erweiterte katholische Kapelle St. Antonius. Der Satteldachbau mit Dachreiter hat segmentbogige Öffnungen.

## Wasserversorgung
Die Wasserversorgung wird durch den Wasserbeschaffungsverband Schneidbach-Niederhöfen sichergestellt. Die Versorgungsanlage liegt nördlich des Ortsteils Schneidbach; es besteht ein 7,6 ha großes Wasserschutzgebiet. 